# Film per ragazzi
Un film per ragazzi è un genere cinematografico destinato ad adolescenti e giovani adulti in cui la trama si basa sui loro interessi speciali, come l'età, il tentativo di adattarsi, il bullismo, la pressione dei compagni, il primo amore, la ribellione adolescenziale, il conflitto con i genitori, l'angoscia adolescenziale o/e l'alienazione. Spesso questi argomenti, che sono normalmente seri, sono presentati in modo lucido, stereotipato o semplificato. Per motivi legali, molti personaggi adolescenti sono ritratti da giovani adulti. Alcuni film per ragazzi attraggono i giovani maschi mentre altri si rivolgono a giovani donne.
I film di questo genere sono spesso ambientati nelle scuole superiori e nelle università o contengono personaggi di scuola superiore o di età universitaria.

## Tipi
Oltre al classico film per ragazzi, che è simile a una commedia romantica, ci sono generi ibridi, tra cui:
• I film di fantascienza per ragazzi;

• Gli horror per ragazzi;

• I drammatici per ragazzi;

• Le commedie per ragazzi;

• I musical per ragazzi.
Esistono molti altri tipi di film per ragazzi, che possono essere suddivisi in sottocategorie.

## Film sulla spiaggia
I primi esempi del genere, negli Stati Uniti, comprendono i "Beach Party Film" degli anni cinquanta e sessanta, come la serie Gidget.

## Codici e convenzioni
I codici e le convenzioni dei film per ragazzi variano a seconda del contesto culturale del film, ma possono includere balli, alcool, sostanze illegali, scuole, feste, perdite della verginità, gravidanze adolescenziali, gruppi sociali e cricche, conflitto interpersonale con i pari e/o con le generazioni più anziane, la pressione dei pari e la cultura pop americana.
I classici codici e convenzioni del film per ragazzi provengono da film americani, dove una delle convenzioni più usate è l'enfasi sui luoghi comuni e sui gruppi sociali. 
Oltre ai personaggi, ci sono molti altri codici e convenzioni nei film per ragazzi. Questi film sono spesso ambientati nelle scuole superiori e nei luoghi frequentati da adolescenti, come centri commerciali e discoteche, in quanto ciò permette di mostrare numerosi gruppi sociali diversi. Questo è diverso nei film ibridi per adolescenti, ma per il classico film commedia/romantico per adolescenti, questo è quasi sempre il caso.

## Archetipi comuni
Un buon esempio dell'uso di archetipi nel film per ragazzi è stato mostrato nel film Breakfast Club, negli anni ottanta. Da allora questi archetipi sono diventati una parte ampia della cultura popolare giovanile. Il jock (ragazzo atletico e poco interessato allo studio), le cheerleader e gli emarginati sociali, tra gli altri, diventano una caratteristica familiare e piacevole per il pubblico. Tuttavia, i generi sono dinamici; cambiano e si sviluppano per soddisfare le aspettative del loro pubblico di riferimento, gli adolescenti.